# Jujo
Jujo (十条) é um bairro operário do distrito de Kita, Tóquio, Japão. 

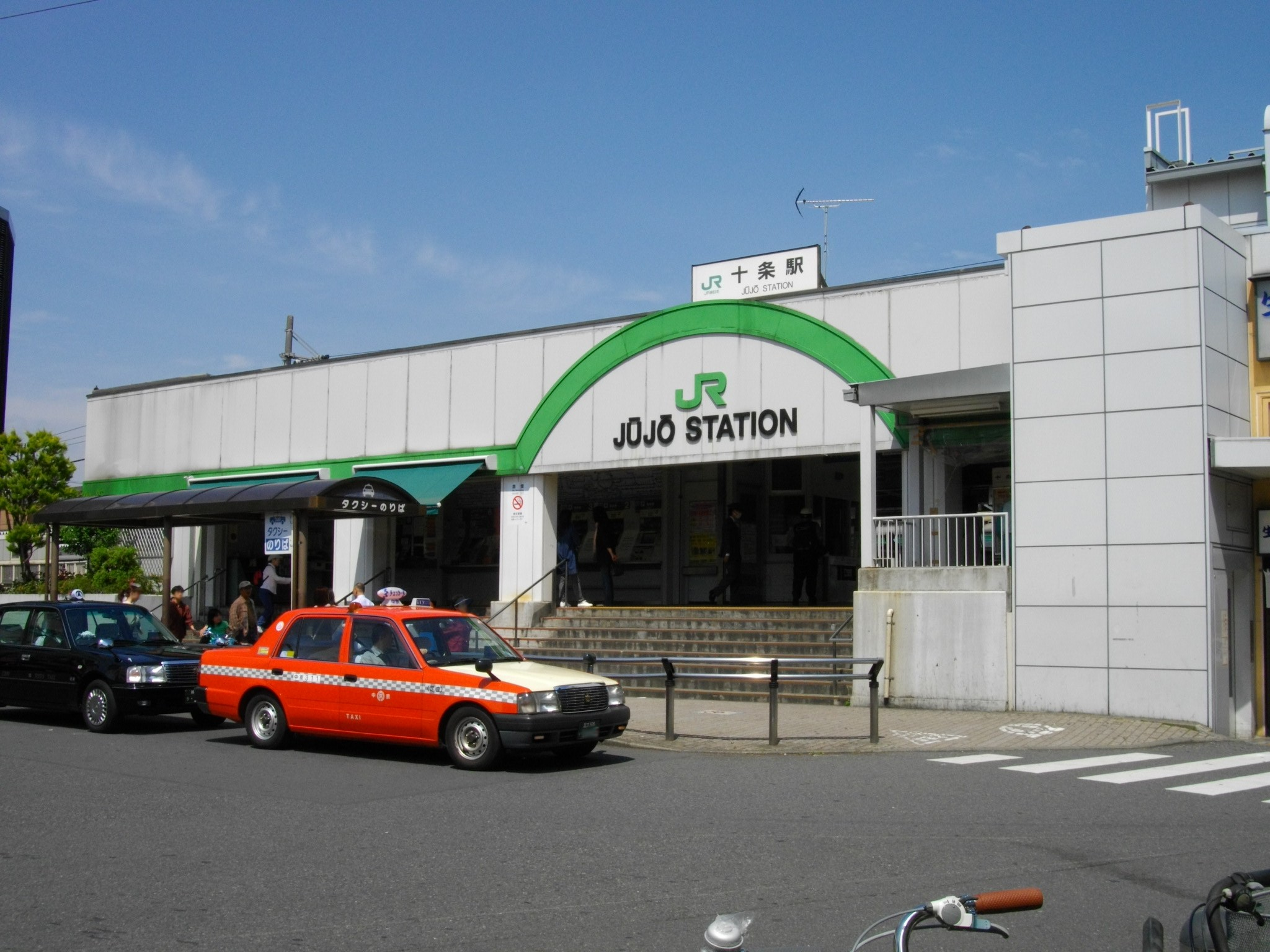
Estação de Jujo

Está localizada a 10 minutos de distancia ao norte de Ikebukuro via trem, atendida pela Saikyo Line via Estação de Jujo e pela Linha Keihin-Tohoku pela Estação Higashi-Jujo. 
A região é conhecida por suas galerias comerciais, principalmente pela Jujo Ginza Shotengai, composta por ruas e calçadões cobertos com diversos tipos de lojas e estabelecimentos comerciais como fliperamas, lojas de vestuário, hortifrúti, restaurantes e izakayas, localizada nas proximidades da Estação de Jujo.